# Интро д'Аква (Пескара)
Интро д'Аква (итал. Intro d'Acqua) је насеље у Италији у округу Пескара, региону Абруцо.
Према процени из 2011. у насељу је живело 15 становника. Насеље се налази на надморској висини од 556 м.